# Sziget Fesztivál 2008
2008. augusztus 13. és 18. között került megrendezésre a Sziget Fesztivál, amelyhez kapcsolódóan augusztus 11-én rendezték meg a magyar dal napját.

## Fellépők

### Nagyszínpad

#### Augusztus 11.
- Magyar Dal napja

#### Augusztus 12.
- Lauren Harris
- Ghiri and The Boiz
- Iron Maiden

#### Augusztus 13.
- Anti-Flag
- MGMT
- Flogging Molly
- Alanis Morissette
- The Kooks

#### Augusztus 14.
- The Presidents of the United States of America
- Millencolin
- Kispál és a Borz
- Kaiser Chiefs
- Jamiroquai

#### Augusztus 15.
- Ziggi & The Renaissance Band
- The Cribs
- URH
- Die Ärzte
- Sex Pistols

#### Augusztus 16.
- Pannonia Allstars Ska Orchestra
- Mademoiselle K
- Róisín Murphy
- Serj Tankian
- R.E.M.

#### Augusztus 17.
- The Wombats
- Pendulum Live (ELMARADT!)
- Babyshambles
- Tankcsapda
- The Killers

### iWiWVilágzenei Nagyszínpad

#### Augusztus 13.
- Balogh Kálmán Gipsy Cimbalom Band
- Mercedes Peón
- Leningrad
- Seun Anikulapo Kuti & Egypt 80 Fela's Band

#### Augusztus 14.
- Fanfara Tirana
- Alamaailman Vasarat
- Rokia Traoré
- Ky-Mani Marley

#### Augusztus 15.
- Altan
- Barbaro + Georgios Tzortzoglou, Nikola Parov
- Transglobal Underground feat. Natacha Atlas
- Mory Kante "Yeke Yeke" Anniversary Tour

#### Augusztus 16.
- Deti Picasso
- Muzsikás + táncosok és muzsikusok Kalotaszegről
- Enzo Avitabile & Bottari
- Goran Bregovic Wedding & Funeral Band "Alcohol"

#### Augusztus 17.
- Csík zenekar + Lovasi, Dresch, Ferenczi
- N&SK
- Besh o droM
- Lee "Scratch" Perry feat. Adrian Sherwood

### HammerWorld Színpad

#### Augusztus 13.
- Alcohol
- Rómeó Vérzik
- Black-Out
- Road
- Volbeat
- Avantasia
- Kalapács
- Junkies
- Vida Rock Band
- Vastrabant

#### Augusztus 14.
- Morpheus
- Ideas
- Eths
- Al-Om
- Sabaton
- Iced Earth
- Dalriada
- Beatrice
- Rotor
- Kríis

#### Augusztus 15.
- Tesstimony
- Gyöngyvér
- Sex Action
- Lacrimas Profundere
- Depresszió
- Dew-Scented
- Apocalyptica
- Nevergreen
- Sear Bliss
- Bornholm

#### Augusztus 16.
- Turn of Mind
- Watch My Dying
- Punish Yourself
- Mass Hysteria
- Zorall
- Meshuggah
- Superbutt
- Subscribe
- Mangod Inc.
- My Small Community

#### Augusztus 17.
- Remorse
- 3 Inches of Blood
- Pro- Pain
- Moby Dick
- Exodus
- Carcass
- Blind Myself
- Replika
- Horda
- Archaic

### Converse Wan2 Színpad

#### Augusztus 13.
- Akkezdet Phiai, Bobakrome + DJ Frequent
- Bankos, Norba, NKS + DJ Koolkasko
- Pete Philly and Perquisite
- Hocus Pocus
- Delinguent Habits
- Žagar and The Underground Divas

#### Augusztus 14.
- Ludditák
- Anselmo Crew
- Les Touffes Krétiennes
- Che Sudaka
- Kraak & Smaak
- Neo

#### Augusztus 15.
- Nemjuci
- Alvin és a mókusok
- Brisa Roch
- Izabo
- Danko Jones
- ColorStar

#### Augusztus 16.
- My New Zoo
- Fish!
- Bootsie Quartet
- New York Ska Jazz Ensemble
- Adam Green
- Másfél + Gaya

#### Augusztus 17.
- Yellow Spots
- Zselenszky
- Moke
- Voicst
- José Gonzalez
- Korai Öröm

### MasterCard Party Aréna

#### Augusztus 13.
- Chase & Status
- T.C. & MC Jakes
- DJ Bailey
- Bal

#### Augusztus 14.
- Vitalic live!
- Jack de Marseille
- Philipp Straub
- Collins & Behnam
- Coyote

#### Augusztus 15.
- Tibor Debreczeni
- John Digweed
- Lucca
- Hot X
- Igor Do'urden
- Junkie & Hawky

#### Augusztus 16.
- Ferry Corsten
- Observer
- Slam Jr.
- Kühl
- Dän Von Schulz

#### Augusztus 17.
- Justice
- Anima Sound System (DJ Set)
- Palotai
- DJ Kovary